# Brongniartia norrisii
Brongniartia norrisii är en ärtväxtart som beskrevs av Mcvaugh. Brongniartia norrisii ingår i släktet Brongniartia och familjen ärtväxter. Inga underarter finns listade i Catalogue of Life.